# Lumen Christi

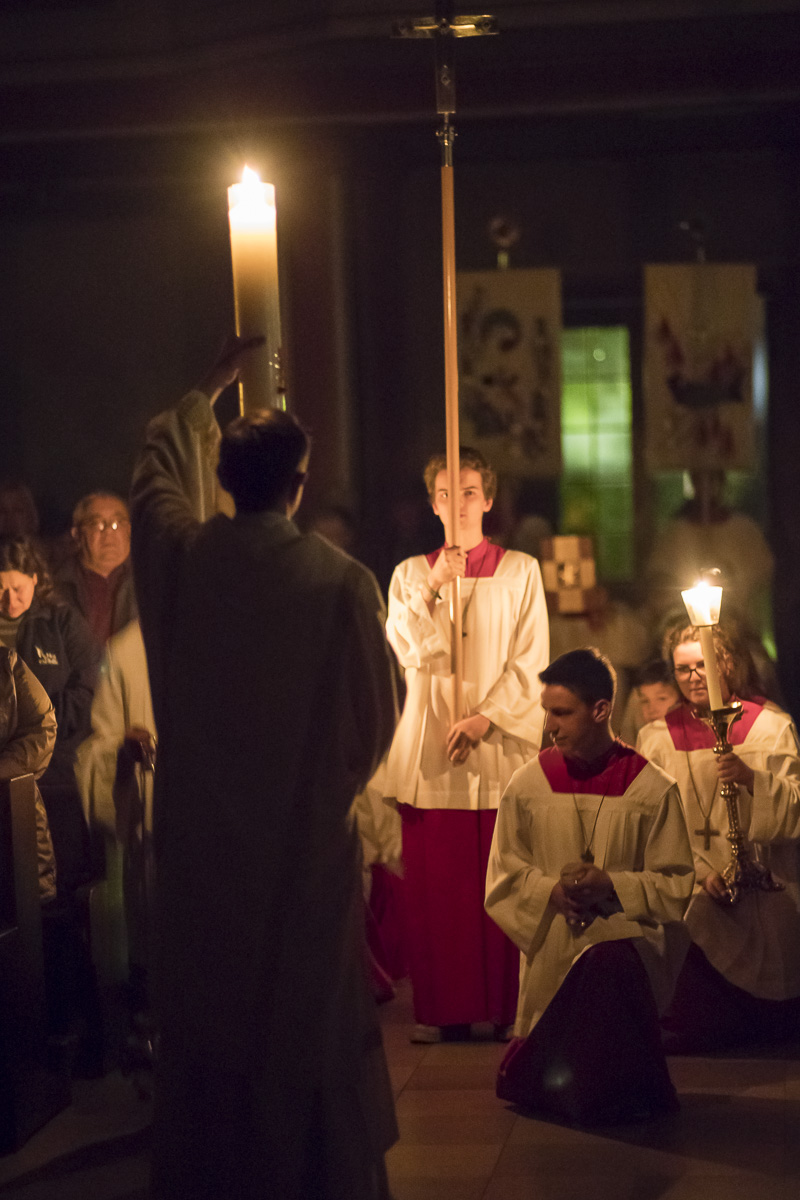
Osternachtsliturgie: Der Diakon erhebt die Osterkerze mit dem Ruf Lumen Christi (Pfarrgemeinde St. Nazarius, Lorsch, 2017)

Lumen Christi (lat.; „das Licht Christi“) ist ein Ruf aus der Liturgie der Osternacht. Die deutsche Fassung lautet: Christus das Licht.

## Osternacht
Der Ruf gehört zur Lichtfeier am Beginn der Vigil der Osternacht. Nachdem zuvor das Osterfeuer gesegnet und die Osterkerze bereitet wurde, wird die Osterkerze vom Priester am Feuer entzündet. 
Anschließend ziehen der Vorsteher des Gottesdienstes und die liturgischen Dienste mit der Osterkerze in die dunkle Kirche ein. Während der Einzugsprozession zum Altarraum erfolgt vom Diakon, dem Priester oder dem Kantor zur Erhebung der Kerze dreimal der Ruf Lumen Christi, der von der Gemeinde jeweils mit Deo gratias (Dank sei Gott!) beantwortet wird. Der Ruf wird bei jeder Wiederholung einen Ton höher angestimmt. Zugleich wird die Kirche erhellt, indem mit dem Feuer der Osterkerze zuerst die Altarkerzen entzündet werden und dann von den liturgischen Diensten das Licht an alle Gläubigen, die Kerzen in den Händen halten, verteilt wird.

## Ursprung
Der Wechselruf wurzelt in den Bräuchen, die das allabendliche Entzünden der Lichter schon in der vorchristlichen Antike begleiteten. Archäologische Funde lassen vermuten, dass er zur Zeit der Alten Kirche in christlichen Familien aufkam. Eine frühmittelalterliche Handschrift bezeugt ihn als Abendbrauch in Benediktinerklöstern, wenn bei Einbruch der Dunkelheit das Licht hereingetragen wurde. Er ist somit, anknüpfend an den Prolog des Johannesevangeliums (Joh 1,1–18 ) und das Lichtwort Jesu (Joh 8,12 ), Dank für die Erlösung und Bekenntnis der Hoffnung auf die Wiederkunft des Herrn.